# Anders Koppel
Pour les articles homonymes, voir Koppel.
Anders Koppel (né le 17 juillet 1947 à Copenhague) est un compositeur danois.
Il est le fils du compositeur et pianiste Herman D. Koppel (1908-1998).

## Carrière

### Débuts dans la musique
Anders Koppel participe en 1967 à la fondation du groupe de rock The Savage Rose. Quelques années plus tard, il rejoint le trio Bazaar, avant de fonder un nouveau groupe appelé Koppel-Andersen-Koppel, dont fait partie son fils, Benjamin Koppel, saxophoniste.

### Cinéma
À la fin des années 1970, Koppel commence à livrer ses premières partitions pour le monde du cinéma. C'est lors de l'année 1993 que Koppel commence à se faire remarquer internationalement dans ce domaine en composant les musiques de Flâneur, Jungle Jack et Le Véritable Homme dans la Lune.

### Musique classique et ballet
Koppel se diversifie, notamment par la composition de musiques pour huit ballets et de quatre-vingt-dix compositions de musique classique contemporaine, dont vingt concertos pour saxophone.

## Filmographie sélective
- Le Véritable Homme dans la lune (1993)
- Flâneur (1993)
- Jungle Jack (1993)
- Carlo & Ester (1994)
- Jungle Jack 2 : La Star de la Jungle (1996)